# 지그재그

지그재그 그림.

지그재그(zigzag, 문화어: 톱날)는 두 평행선 사이의 경로를 따라가는, 지그재그 내에서는 일정하지만 가변적인 각도를 가진 작은 모서리로 이루어진 패턴이다. 들쭉날쭉하면서도 상당히 규칙적이라고 할 수 있다.
기하학에서는 이 패턴을 기울어진 아페이론이라고 한다. 대칭 관점에서 볼 때, 규칙적인 지그재그는 선분과 같은 단순한 모티프에 미끄럼 반사를 반복적으로 적용하여 생성할 수 있다.
이 단어의 기원은 불분명하지만, 17세기 후반 프랑스어 서적과 단행본에 처음으로 인쇄되어 나타났다.
유의어로는 갈지자형(-之字形)이 있다(표준국어대사전).

## 지그재그의 예시

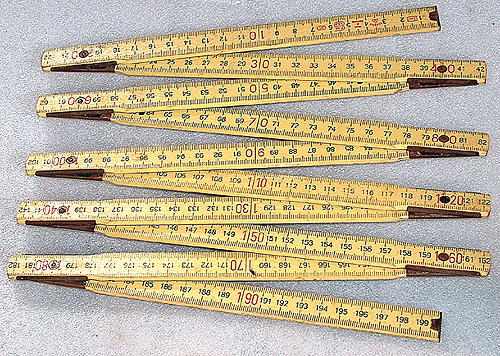
센티미터 눈금이 있는 2-미터 접자

앞으로 있을 지그재그 회전 경고 도로 표지판.

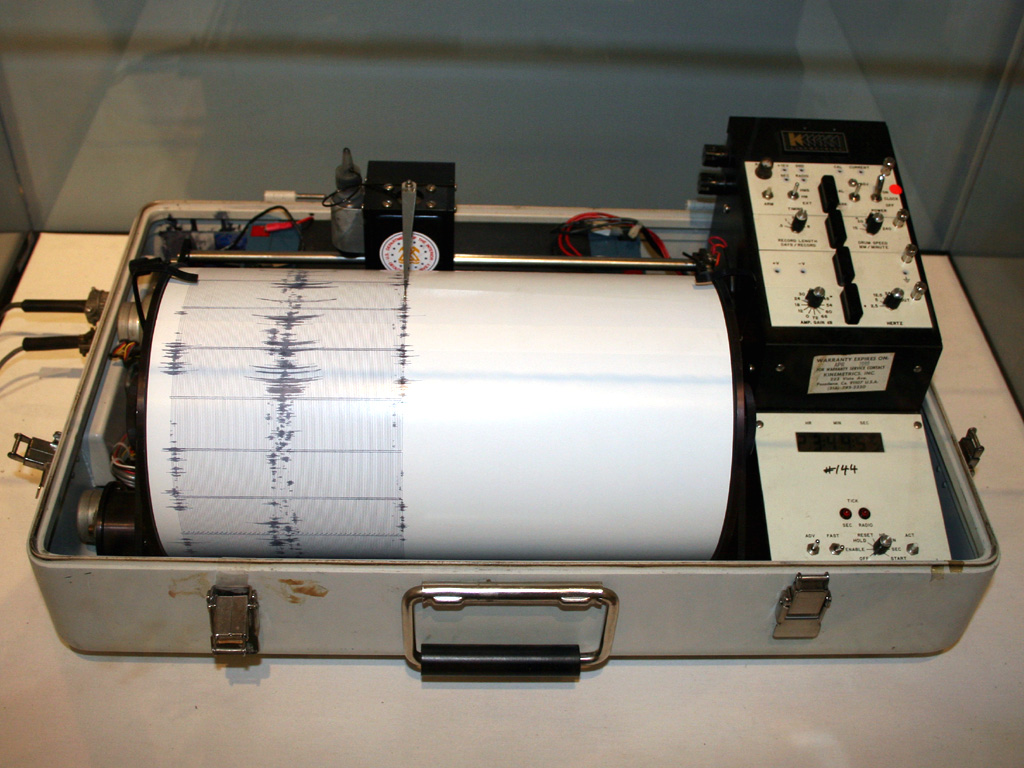
지그재그 선을 보여주는 지진계

- 삼각파 또는 톱니파의 궤적은 지그재그이다.
- 핑킹 가위는 천이나 종이를 올이 풀리는 것을 줄이기 위해 지그재그 모양으로 자르도록 설계되었다.[2]
- 바느질에서 지그재그 스티치는 지그재그 패턴의 기계 스티치이다.[3]
- 지그재그 아치는 이슬람 건축, 비잔틴 건축, 노르만 건축 및 로마네스크 건축에 사용되는 건축 장식이다.[4][5]
- 지진학에서는 지진계를 사용하여 기록된 지진이 "지그재그 선" 형태로 나타난다.[6]

## 참고 문헌
- Wedgwood, Hensleigh (1855). 《On Roots mutually connected by reference to the term Zig-zag》. 《Transactions of the Philological Society》.